# 氫氧電池

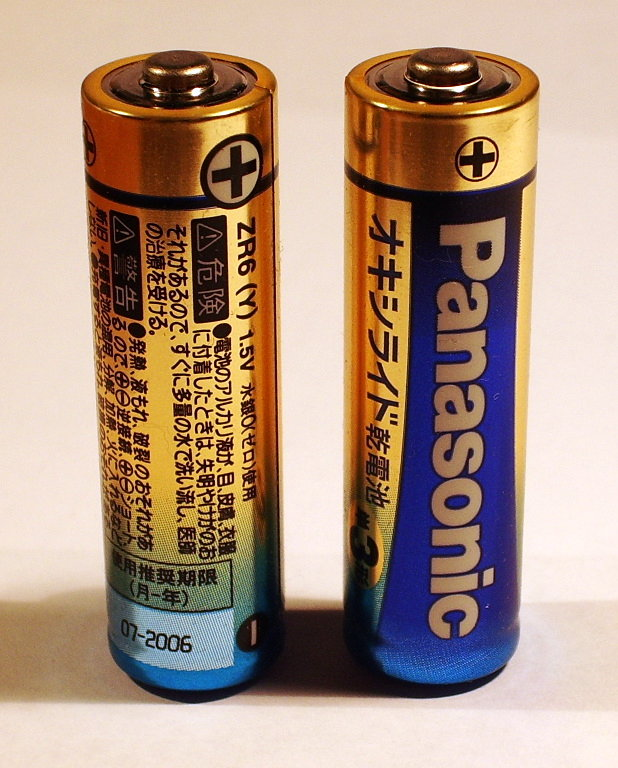
鋅-鎳 氫氧電池

氫氧電池（OXYRIDE）是一款新品種的乾電池，由日本松下電器（Panasonic）所發明、並於2004年上市發售。

## 歷史
- 2004年4月1日  氫氧電池上市
- 2006年7月16日 成功用160顆AA氫氧電池驅動飛機，飛行距離 391 公尺，飛行高度最高為 5.2 公尺

## 基本資料
- 電壓：1.5V（起始電壓：1.75 V）
- 尺寸：直徑 14.5 毫米 × 高 50.5 毫米（五號電池商品，另有七號電池商品）
- 重量：約 23 克（同上）

## 構造

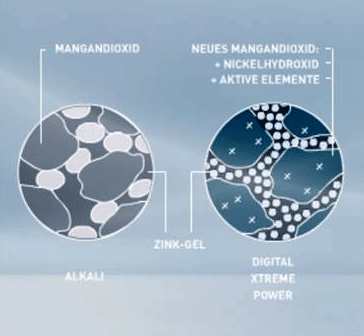
氫氧電池陰極結構與傳統鹼性電池陰極結構相比.

- 正極材料：二氧化錳＋石墨＋氫氧化鎳
- 負極材料：鋅

## 性能特徵
氫氧電池的電容量較大，一般情況下，其使用壽命約是鹼性電池的 1.5 倍。這使其非常適合應用於一些高耗電的電子產品，如數位相機、隨身聽等之上。
但氫氧電池的最小輸出電流量也較大，這使其在低耗電的電子產品，如時鐘、遙控器等產品上應用時，使用壽命不如鹼性電池。
另外，氫氧電池的起始電壓 1.7 V，比一般乾電池的 1.6 V 要高，在某些電子設備上可能因電壓過高而對電路造成負擔，從而產生發熱、或是縮短器件壽命的情況。尤其會使手電筒等照明器具的燈泡發光過亮、表面過熱、甚至燈絲燒毀等情況。因此，Panasonic 官方不推薦用戶將氫氧電池用於照明器具上。

## 後來的發展
2008年4月26日，Panasonic 推出了鹼性電池的新型高端產品「EVOLTA」（部分國家稱為「EVOiA」），它採用了新的配方，使其性能超越了氫氧電池，而且起始電壓與一般電池同樣為 1.6 V，避免了上述問題的產生。在此之後，Panasonic 逐步縮小了氫氧電池的產能，並逐步讓它退出市場。現在在日本，氫氧電池已無銷售。

## 外部連結
- 松下電器（中國）有限公司 電池產品Line-up